# Kinsley (Kansas)
La ville de Kinsley est le siège du comté d'Edwards, situé dans le Kansas, aux États-Unis.

## Source
- (en) Cet article est partiellement ou en totalité issu de l’article de Wikipédia en anglais intitulé « Kinsley, Kansas » (voir la liste des auteurs).